# ツァスタバ M70
ツァスタバ M70（クロアチア語: Zastava M70、セルビア語: Застава М70）とは、1960年代にユーゴスラビア（セルビア）のツァスタバ・アームズがリバースエンジニアリングによって開発したAK-47の派生形である。以後、M70と呼称する。
メーカー名について、日本語では慣用的に「ツァスタバ」と呼ばれるが、より原音に近い表記は「ザスタヴァ」または「ザスタバ」である。

## 開発
1950年代、ソ連との関係が悪化していたユーゴスラビアでは自国での新型の自動小銃の開発が行われていた。1959年に2人のアルバニア兵がAK-47を持って亡命したことから、ユーゴスラビア政府の命によりザスタバ・アームズがこのAK-47にリバースエンジニアリングを行うこととなり、試作品の製造に成功する。この時点では本格的な生産を行うには至らなかったが、その年の終わりにはソ連の援助を受けていた第三国から初期型のAK-47を更に入手する事に成功し、効率的なリバースエンジニアリングを行うのに十分な数のAK-47を所有する事となり、研究・開発が加速。1964年には初期の生産が開始され、1970年に制式採用されたのがM70である。

## 概要
M70の基本的な外見や作動メカニズムは、コピー元のAK-47と殆ど変わらない。しかし、独自の改良を施されており、それらの特徴的な部分によって、ソ連製や他の国で製造されたAKの派生形と容易に区別可能である。改良点は以下の通りである。
- M70の外見上の最大の特徴は、銃身とガスピストンシリンダーの間のガスバイパスに設けられた、発射ガス遮断装置兼用の起倒式ライフルグレネード照準器である。この照準器を引き起こすとガスバイパスが遮断され、発射ガスがガスシリンダーへ流入しなくなる。これはグレネードの発射時に、通常よりも高い圧力の発射ガスが射手に吹き戻ったり、ガスピストンとボルトキャリアを激しく後退させることを防ぐ機能である。M70は銃口先端部にソケット式もしくはカップ式のグレネードランチャーを取り付けて、そこにセットしたグレネードを空包で発射することが可能である[1]。ただし、M70B3とM70AB3ではこの機能が省略されている。
- ハンドガードがオリジナルのAKより若干前へ長くなり、上部および下部ハンドガードの間に設けられた冷却孔がSKSのように3つに増えている。当然他国のAKと互換性は無く、この点も判別しやすい特徴のひとつである。
- 木製固定銃床および金属製の折り畳み銃床は、AKMのような直銃床ではなく、AK-47に類似した角度を持つ、曲銃床である。木製固定銃床はオリジナルのものよりやや大型で、銃床内部にクリーニングキットを収納するスペースが設けられておらず、バットプレート（銃床底部）は金属製ではなくてゴム製である。
- 木部に使われる材料は、合板ではなく、ブナを使用した単材である。
- 初期生産型であるM70および、折り畳み銃床を備えたM70AはAK-47と同じく、レシーバは削り出し加工であった。その後、プレス加工に変更されたM70B1と折り畳み銃床型のM70AB2については、レシーバーの厚みがオリジナルAKMの1mmからRPK軽機関銃[2]と同じ1.5mmに強化されている。
- プレス加工のレシーバーでは銃身の取り付け部が強化され、これを収納するために、薬室左右のレシーバー外面にRPK軽機関銃に類似した突起が存在する。
- レシーバ上部のダストカバーを固定しているオープン・ボタンをロックするための機構を備えている。レシーバ後部の左側面に小型のボタンがあり、ダストカバーをレシーバ上部に収めてここを押すと、オープンボタンが戻る仕組みとなっている。そのため、ダストカバーにはこのボタンに対応するための欠き取りがある[3]。これらはライフルグレネードを射撃した際に、ダストカバーが誤って外れることを予防する措置である。
- ピストルグリップ（握把）は黒色のプラスチック製であり、右手で握りやすいよう、左側面に右手親指の付け根をあてがうよう成形されている。
- スリング（負い紐）のバックルの形状がソ連製などのAKとは異なっており、銃本体への取り付け方法も異なる。
  - スリングスイベル（負い紐環）の位置は、固定銃床型と折り畳み銃床型のいずれも同じで、前部がガスポート左側面、後部がレシーバ後部の左側面に設置されている。
- フロントサイト（照星）とリアサイト（照門）に折り畳み式の夜間サイトを装備。
- M70とM70Aの初期の生産型にはボルトストップ機能が搭載されている。弾倉の上部に切り欠きがあり、全弾発射するとマガジン・フォロアが切り欠きからレシーバー内のパーツを押し上げる事でボルトを後退した状態で停止させる。マガジンを引き抜いてもボルトは後退したままの状態で保持される。構造が複雑になる事に加え、このレシーバー内のパーツが干渉して通常のAKの弾倉を装着できないという欠点がある。M70B1以降では省略され、すでに生産されたタイプも順次改修されたためボルトストップ機構が搭載されたM70およびM70Aはほとんど現存していない[4]。
- 省略されたボルトストップ機能に代わり、簡易的なホールドオープン機能が搭載されている。マガジン・フォロアが太くなっており、全弾発射すると、ボルトがマガジン・フォロアに引っかかり、後退した状態で停止する。単純にフォロアに引っかかっているだけの状態のため、マガジンを抜くとボルトは再び前進する[4]。
- マガジン（弾倉）はソ連製AK-47 II型のマガジンに似た形状の金属製である。しかし、本銃のマガジンにある下部の2本のリブは、AK-47 II型のマガジンよりも短いため、判別が可能。ボルトストップ機能に対応した切り欠きが入ったタイプ、切り欠きが無くマガジン・フォロアが太くなったタイプ、切り欠きのあるタイプを改修してマガジン・フォロアが太くなった両対応タイプの3種類が存在する[4]。

## 実戦経験
ツァスタバ M70はユーゴスラビア社会主義連邦共和国時代に生産が開始され、ユーゴスラビア人民軍（en）の他にも全国民防衛ドクトリンに基づいて各共和国の郷土防衛隊（en）などの民兵組織に広く配備され、国民の多くもその取り扱いの習得を義務付けられていた。
しかしその結果、1990年代のユーゴスラビア紛争においても、各共和国・民族系の武装勢力が防衛用に備蓄されていた各種兵器を持ち出して紛争や虐殺に使用し、とくに序盤のクロアチア紛争やボスニア・ヘルツェゴビナ紛争の激化を招く一因となった。
現在でも旧ユーゴスラビア構成国の軍隊で広く使われているが、スロベニアとクロアチア、セルビアではそれぞれF2000S、VHS、ツァスタバ M21への更新が決定している。
ユーゴスラビアは、1980年代にイラクに対してM70を始めとするAK系突撃銃の製造ライセンスを売却したため、イラクにおいては工場の置かれた地名からタブク（Tabuk）の名でM70B1およびM70AB2の生産が継続されている他、M70を長銃身化するなど独自に改良を施した簡易狙撃銃仕様のタブク狙撃銃も生産している。
タブクはイラン・イラク戦争や湾岸戦争、イラク戦争において実戦投入された他、サダム・フセイン政権崩壊後に再建された軍や警察などにおいても広く用いられている。

## バリエーション
ツァスタバ M70系列のみについて記述

### M70
1番最初の量産モデル。削り出しレシーバーと固定木製銃床。

### M70A
M70の固定銃床をAKMSに類似した下面折り畳み銃床に変更したモデル。

### M70B1
M70のレシーバーをプレス加工で構成したモデル。

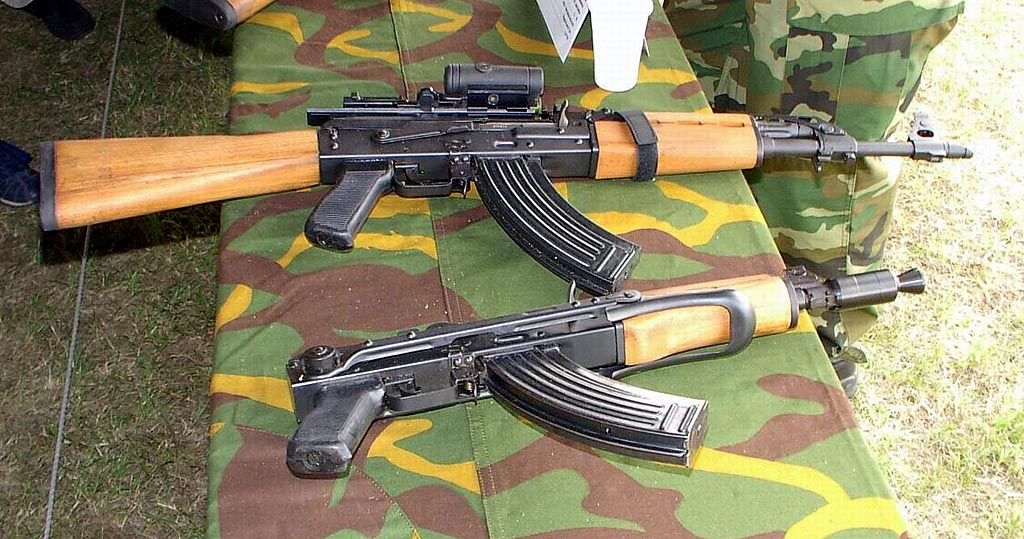
ツァスタバ M70B1N(上)とツァスタバ M92

### M70B1N
M70B1にサイドレールを追加したモデル。東側系の照準器や暗視装置が取り付け可能。

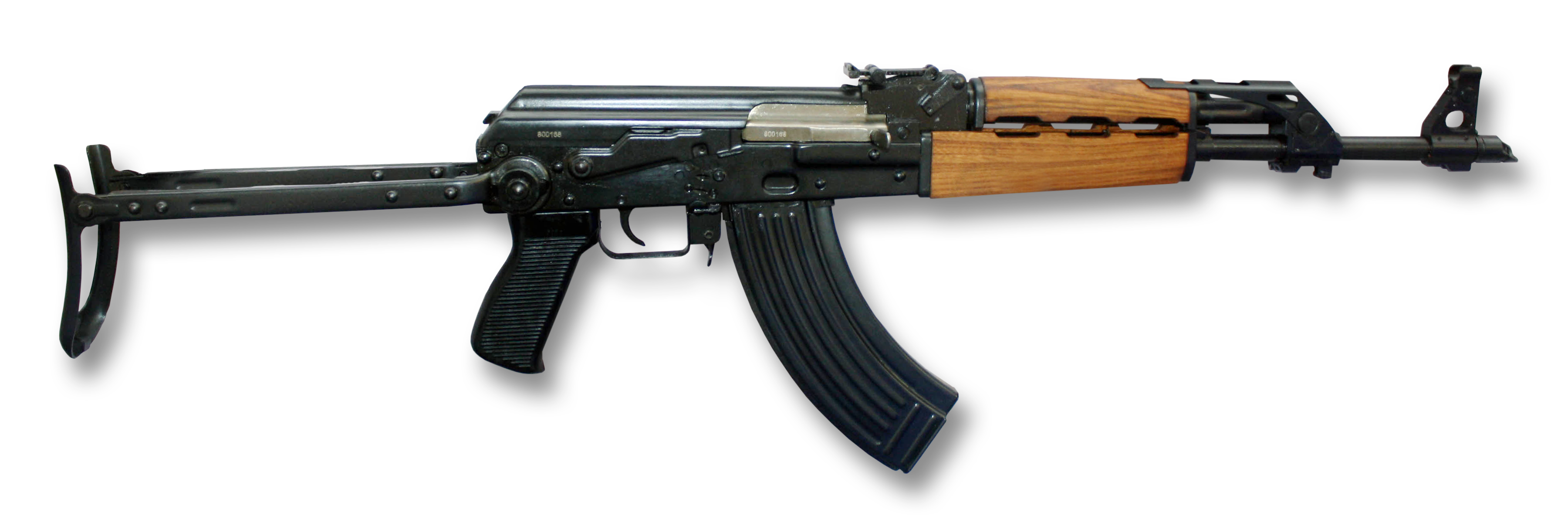
ツァスタバ M70AB2

### M70AB2
M70B1の固定銃床をAKMSに類似した下面折り畳み銃床に変更したモデル。

### M70AB2N
M70AB2にサイドレールを追加したモデル。東側系の照準器や暗視装置が取り付け可能。

### M70B3
M70B1からライフルグレネード投射機能を省略したモデル。代わりにハンドガード下部にBGP40 M70(GP-25のコピー品)を装着して運用する。

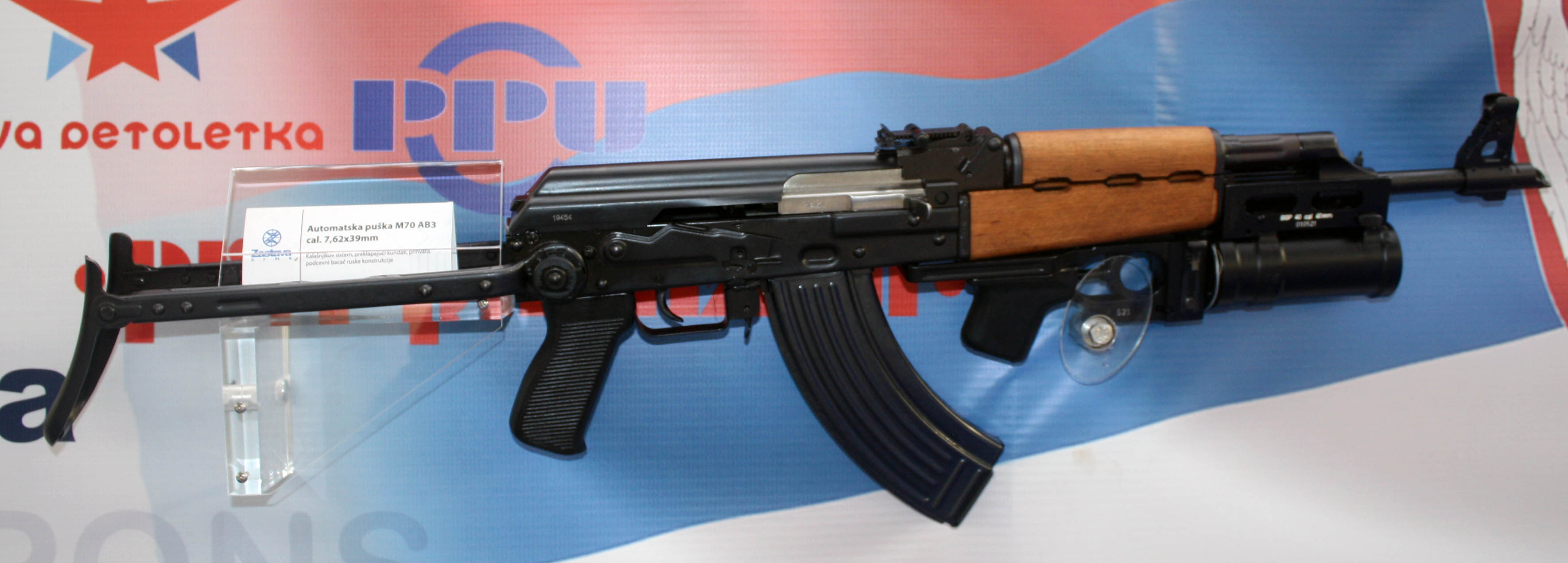
ツァスタバ M70AB3。ハンドガード下部にBGP40 M70を装着している。

### M70AB3
M70AB2からライフルグレネード投射機能を省略したモデル。代わりにハンドガード下部にBGP40 M70(GP-25のコピー品)を装着して運用する。

## ギャラリー

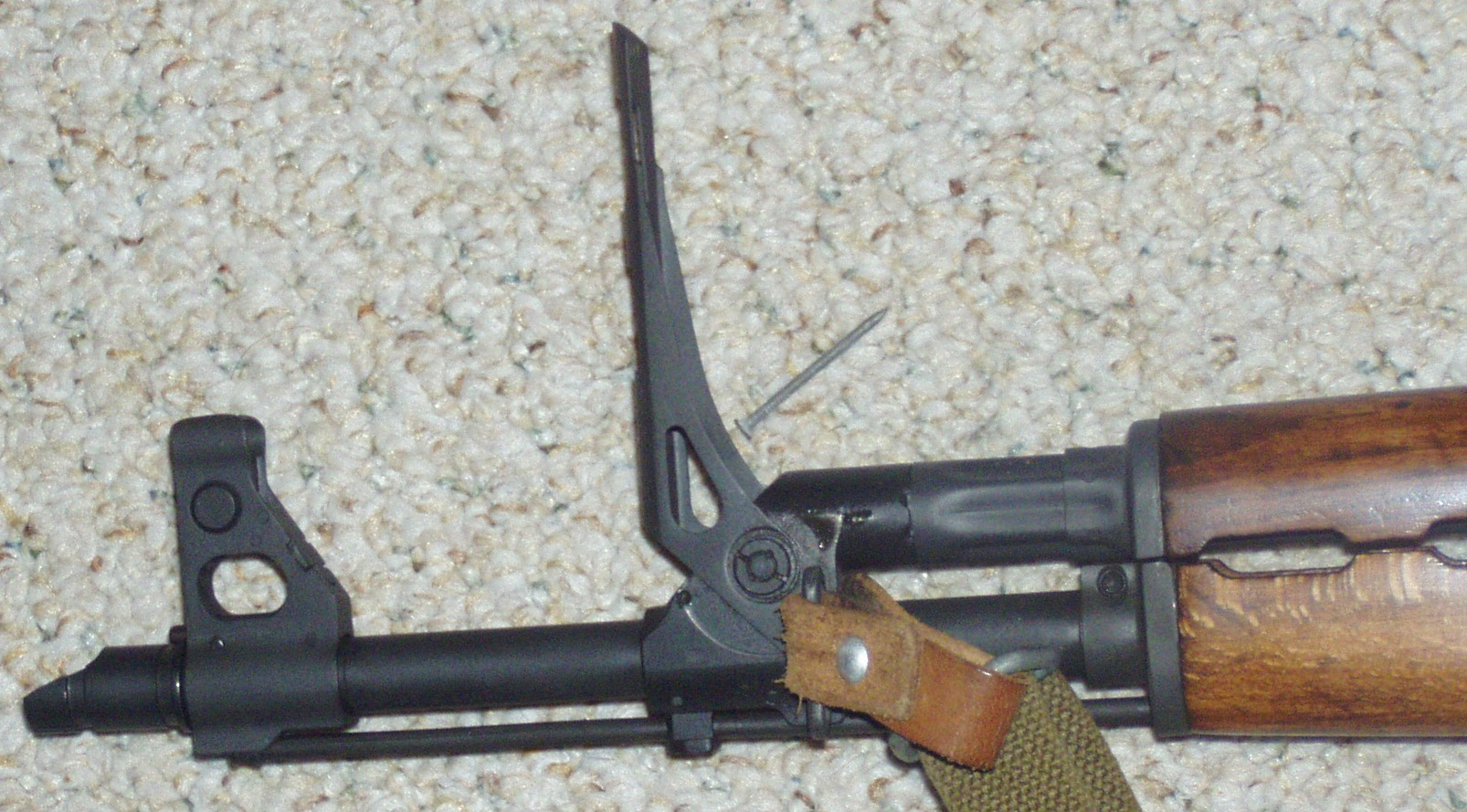
ツァスタバ M70の起倒式ライフルグレネード照準器を立てた状態 フロントサイトポストの背面には、畳んだ状態の夜間照準器も写っている
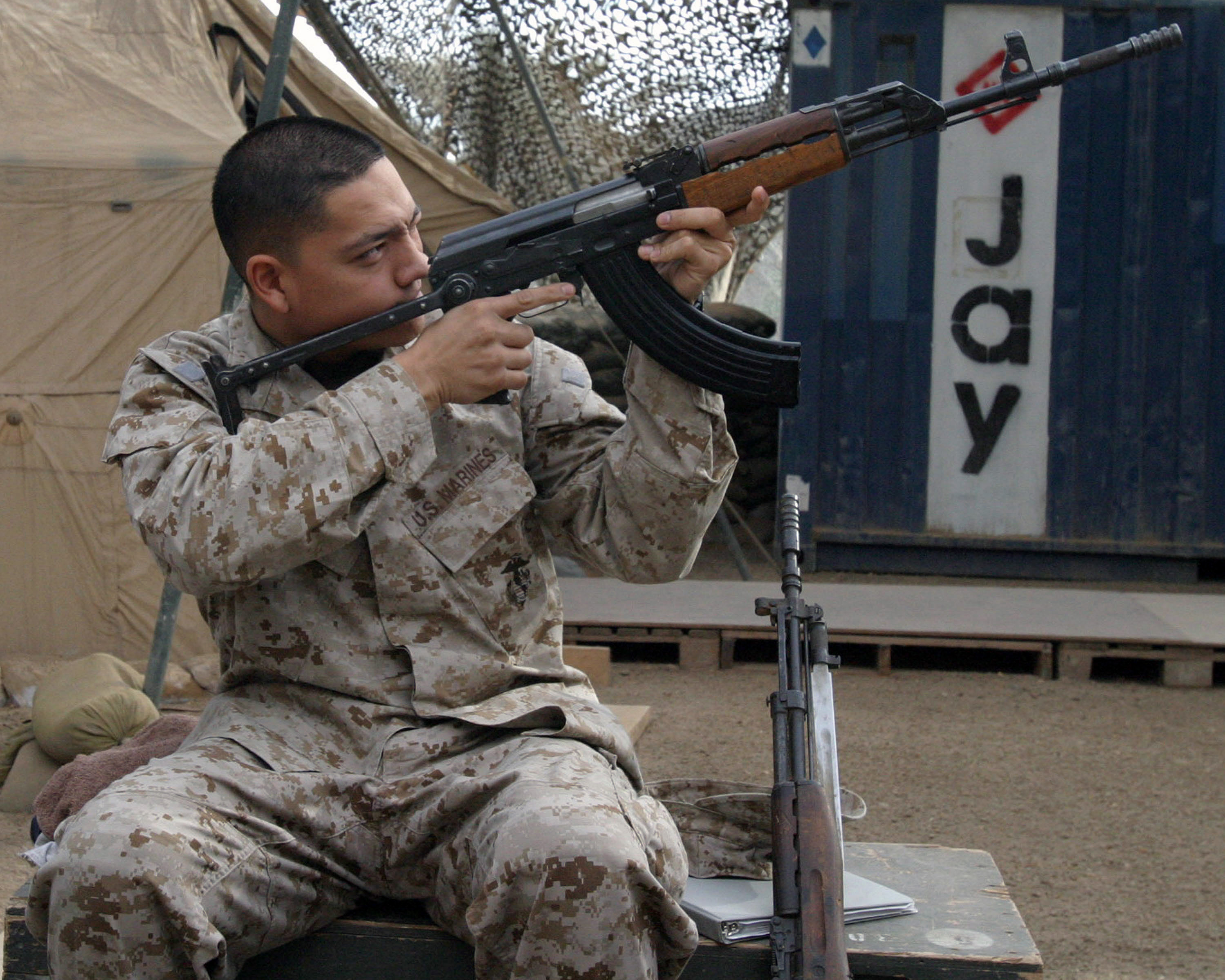
銃口にソケット式ライフルグレネード用のアダプターを取り付けたツァスタバ M70A、アメリカ海兵隊がイラク武装組織から鹵獲したもの
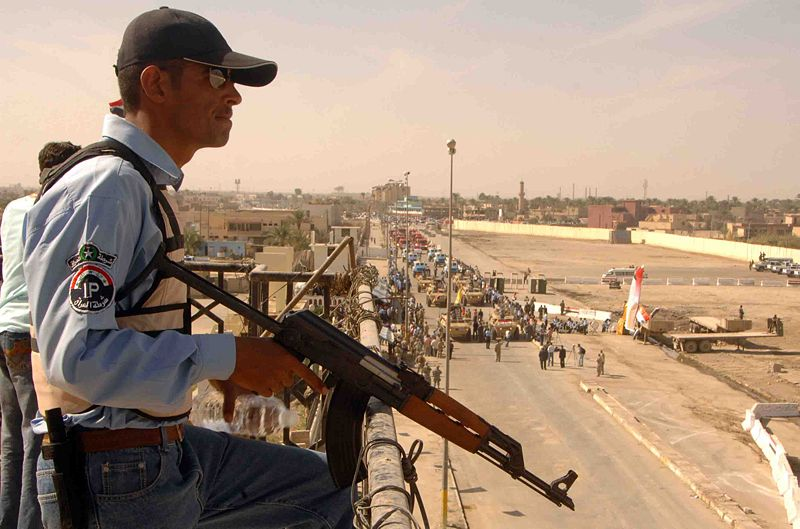
M70AB2を所持するイラク警察の警察官